# گراز بدبو
گراز بدبو (نام علمی: Tayassuidae) نام یک تیره از زیرراسته گرازسانیان است.